# Allan Martin
Pour les articles homonymes, voir Allan Martin (footballeur).
Pas d'image ? Cliquez ici

a Compétitions nationales et continentales officielles uniquement.

b Matchs officiels uniquement.
Allan Jeffrey Martin est né le 11 décembre 1948 à Port Talbot (pays de Galles). C’est un joueur de rugby à XV, sélectionné avec l'équipe du pays de Galles de 1973 à 1981, au poste de deuxième ligne.

## Carrière
Il dispute son premier test match le 10 novembre 1973, contre l'Australie, et son dernier contre la France, le 7 mars 1981.
De plus, Davies disput un test match avec les Lions britanniques, en 1977 en tournée en Nouvelle-Zélande.

## Palmarès
- Sélections en équipe nationale : 34
- Ventilation par année : 1 en 1973, 2 en 1974, 5 en 1975, 4 en 1976, 4 en 1977, 7 en 1978, 4 en 1979, 5 en 1980 et 2 en 1981
- Huit Tournois des Cinq Nations disputés : 1974, 1975, 1976, 1977, 1978, 1979, 1980 et 1981.
- Quatre fois vainqueur du Tournoi des Cinq Nations en: 1975, 1976, 1978, 1979.
- Grand Chelem en 1976 et 1978.